# Asplenium lamprophyllum
Asplenium lamprophyllum là một loài dương xỉ trong họ Aspleniaceae. Loài này được Carse mô tả khoa học đầu tiên năm 1926.
Danh pháp khoa học của loài này chưa được làm sáng tỏ. 